# Nicolae Lupescu
Nicolae Lupescu (Bukarest, 1940. december 17. – Bukarest, 2017. szeptember 6.) válogatott román labdarúgó hátvéd, edző.

## Pályafutása

### A válogatottban
1964 és 1972 között 21 alkalommal szerepelt a román válogatottban, két gólt szerzett. Tagja volt az 1970-es világbajnokságon szereplő csapatnak, mindhárom csoportmérkőzésen pályára lépett.

## Sikerei, díjai
- Divizia A
  - bajnok: 1966–67
  - ezüstérmes: 1963–64, 1964–65, 1965–66, 1969–70, 1970–71
  - bronzérmes: 1968–69
- Cupa României
  - győztes: 1971–72